# Robot d'aide à la personne

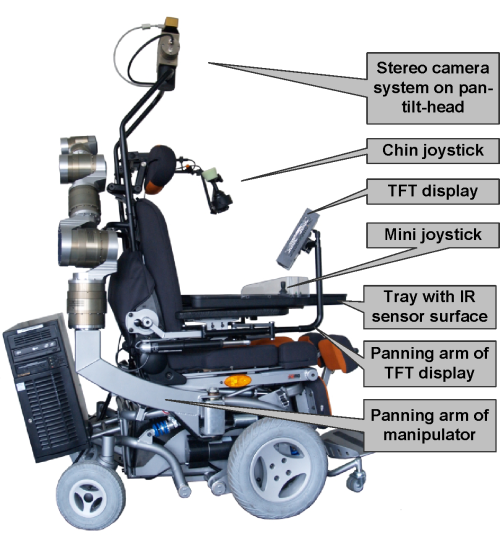
FRIEND-III klein.png

Un robot d'aide à la personne est un robot spécifique qui se distingue notamment des robots industriels. Ces derniers sont utilisés en entreprise alors que les robots d'aide à la personne sont utilisés par des particuliers.

## Robot d’intérieur de maison

### Lave sol
Les robots aspirateurs sont principalement efficaces sur les moquettes. Les robots lave sol sont plus dédiés aux parquets et carrelages. Le scooba en est un exemple
- en anglais :
- en français :

### Lave vitre
Ce sont des robots à chenilles qui adhèrent à la vitre, .

### De cuisine
Il existe de nombreux robots de cuisine qui facilitent et accélèrent l'exécution des tâches. Les plus connus sont les robots pâtissiers et les robots cuiseurs multifonctions.

### De téléprésence
Ce sont des robots dont le but est de permettre une communication interactive par visioconférence.

## Rangeur de voiture
Stanley Robotics a créé le robot Stan qui se glisse sous une voiture et range celle-ci tout seul dans le parking. C'est un robot voiturier qui range des voitures sur des parkings (d'aéroport actuellement) où les contraintes de place sont très fortes,,.

## Sociétés de robotique d'aide à la personne
En France, elles sont regroupées dans l'organisme SYMOP section rob02 

### Néologismes associés à ces robots
- EVigilance : Robot de surveillance de sites industriel